# Urochondra setulosa
Urochondra setulosa là một loài thực vật có hoa trong họ Hòa thảo. Loài này được (Trin.) C.E.Hubb. miêu tả khoa học đầu tiên năm 1947.